# Magyarósy Gyöngyvér Teréz
Magyarósy Gyöngyvér Teréz, született Farkas (Kolozsvár, 1943. június 13.) magyar műszaki szótáríró, Magyarósy János kutatómérnök felesége.
Középiskoláit szülővárosa 3. számú Leánylíceumában végezte (1960), mérnöki oklevelét a Kolozsvári Műegyetem Villamossági-Gépészeti Karán szerezte (1965). Tevékenységét a kolozsvári Triumf gyárban kezdte, majd 1969-től mérnöktanár a kolozsvári 6. számú Építészeti Líceumban. A Magyar-román műszaki szótár (1987) s a Román-magyar műszaki szótár társszerzője.